# Siljansnäs
Siljansnäs est une localité de Suède dans la commune de Leksand située dans le comté de Dalécarlie.
Sa population était de 1 284 habitants en 2019.